# Aldanazarra
Aldanazarra es una entidad de población española del municipio de Alonsótegui, perteneciente a la provincia de Vizcaya, en la comunidad autónoma del País Vasco.

## Historia
Hacia finales del siglo XIX, el lugar, ya por entonces perteneciente a Alonsótegui, tenía contabilizada una población de veinticuatro habitantes. Aparece descrito en el primer volumen del Diccionario geográfico, estadístico, histórico, biográfico, postal, municipal, marítimo y eclesiástico de España y sus posesiones de ultramar de Pablo Riera y Sans con las siguientes palabras:

ALDANAZARRA ó el Somo.—Barrio agreg. al ayunt. de Alonsótegui, del que dista 2 kilómetros. Cuenta 24 hab. y 7 edif. Organización judicial.—Depende del part. jud. de Bilbao, del que dista 8 kilómetros, y aud. territorial de Búrgos, distante 138. Organización civil.—Corresponde á la prov. de Vizcaya. Organización militar.—Pertenece á la c. g. de las Provincias Vascongadas y gobierno militar de Bilbao. Organización económica.—Se halla sujeto á la admon. económica de su prov. y contribuye en union del ayunt. á que está agregado. Organización eclesiástica.—Depende de la dióc. de Vitoria. Servicio público.—Recibe la corr. por la estac. de Bilbao, conduccion de este punto á Ramales y cartería de Beasain. Obras públicas y medios de comunicacion.—Los caminos son los mismos que atraviesan el término municipal á que se encuentra agreg. Poblacion.—Se compone de casas de uno á dos pisos. Artes, oficios, industria.—Su industria es la agricultura. Situacion geográfica y topográfica.—Está situado dentro el término del ayunt. á que se halla agregado, del que dista 2 kilómetros próximamente.
(Riera y Sans, 1881, p. 348)